# Marcetia macrophylla
Marcetia macrophylla är en tvåhjärtbladig växtart som beskrevs av John Julius Wurdack. Marcetia macrophylla ingår i släktet Marcetia och familjen Melastomataceae. Inga underarter finns listade i Catalogue of Life.